# Bolívar (kommun i Colombia, Valle del Cauca, lat 4,33, long -76,33)
Bolívar är en kommun i Colombia.   Den ligger i departementet Valle del Cauca, i den centrala delen av landet, 250 km väster om huvudstaden Bogotá. Antalet invånare är 15 360. Arean är 780 kvadratkilometer.
Terrängen i Bolívar är bergig åt nordväst, men åt sydost är den kuperad.